# Monte Nero, Monte Maggiorasca, La Ciapa Liscia
Monte Nero, Monte Maggiorasca, La Ciapa Liscia este o arie protejată (arie specială de conservare — SAC, sit de importanță comunitară — SCI) din Italia întinsă pe o suprafață de 852 ha, integral pe uscat.

## Localizare
Centrul sitului Monte Nero, Monte Maggiorasca, La Ciapa Liscia este situat la coordonatele 44°33′36″N 9°30′31″E / 44.56°N 9.508611°E.

## Înființare
Situl Monte Nero, Monte Maggiorasca, La Ciapa Liscia a fost declarat sit de importanță comunitară în iunie 1995 pentru a proteja 1 specie de plante și 24 de specii de animale. Situl a fost protejat și ca arie specială de conservare în martie 2019.

## Biodiversitate
Situată în ecoregiunea continentală, aria protejată conține 15 habitate naturale: Mlaștini alcaline, Pante stâncoase silicioase cu vegetație casmofită, Păduri montane și subalpine de Pinus uncinata (* dezvoltate pe substrat gipsos sau calcaros), Păduri de fag din Apenini cu Abies alba și păduri de fag cu Abies nebrodensis, Formațiuni de Juniperus communis pe lande sau pajiști calcaroase, Formațiuni ierboase bogate în specii de Nardus, dezvoltate pe substraturi silicioase în zone montane (și în zone submontane, în Europa continentală), Pajiști alpine și boreale, Grohotișuri termofile și vest-mediteraneene, Păduri de fag Asperulo-Fagetum, Pajiști calaminariene cu Violetalia calaminariae, Roci stâncoase cu vegetație pionieră de Sedo-Scleranthion sau Sedo albi-Veronicion dillenii, Liziere de ierburi înalte hidrofile de câmpie și de nivel montan până la alpin, Păduri de fag Luzulo-Fagetum, Râuri de munte și vegetația lor lemnoasă cu Salix elaeagnos, Pajiști cu Molinia pe soluri calcaroase, turboase sau argilos-nămoloase (Molinion caeruleae).
La baza desemnării sitului se află mai multe specii protejate:
- plante (1): Asplenium adulterinum
- păsări (19): uliu porumbar (Accipiter gentilis), Alectoris rufa, fâsă-de-câmp (Anthus campestris), acvilă de munte (Aquila chrysaetos), șorecarul comun (Buteo buteo), caprimulg (Caprimulgus europaeus), șerpar (Circaetus gallicus), corb (Corvus corax), Eudromias morinellus, șoim călător (Falco peregrinus), vânturel roșu (Falco tinnunculus), sfrâncioc roșiatic (Lanius collurio), ciocârlie de pădure (Lullula arborea), mierlă de piatră (Monticola saxatilis), viespar (Pernis apivorus), ciocănitoarea verde (Picus viridis), Prunella collaris, mărăcinar (Saxicola rubetra), sitar de pădure (Scolopax rusticola)
- amfibieni (2): Salamandrina terdigitata, Triturus carnifex
- mamifere (1): lupul (Canis lupus)
- nevertebrate (2): Euplagia quadripunctaria, Rosalia alpina

Pe lângă speciile protejate, pe teritoriul sitului au mai fost identificate 38 de specii de plante, 6 specii de amfibieni, 7 specii de mamifere, 1 specie de nevertebrate, 2 specii de reptile.